# De Villiers Graaff
Pour les articles homonymes, voir Graaff.
David Pieter de Villiers Graaff couramment appelé de Villiers Graaff (8 décembre 1913 – 4 octobre 1999), 2e baronnet, est un homme politique d'Afrique du Sud, député du parlement dans Hottentots-Holland (1948-1958), Rondebosch (1958-1974) puis Groote Schuur (1974-1977), chef de l'opposition parlementaire de 1957 à 1977, président du Parti uni puis du parti de la Nouvelle République.

## Biographie
Fils de Sir David Pieter de Villiers Graaff, il devient 2e baronnet à la mort de son père en 1931.
Capitaine dans l'armée, de Villiers Graaff participe à la Seconde Guerre mondiale dans les rangs de l'armée sud-africaine. Il participe aux combats à Tobrouk et en Italie. Fait prisonnier, il est interné comme prisonnier de guerre. En 1947, Il tente de se faire élire au parlement lors d'une élection partielle mais est battu. Lors des élections générales sud-africaines de 1948, il est cette fois élu comme député du Parti uni dans la circonscription de Hottentots-Holland. Toutefois, il devient immédiatement parlementaire d'opposition, ces élections ayant été marquées par la défaite du parti uni face au parti national.
En 1956, Graaff prend le contrôle du Parti Uni et succède à J.G.N. Strauss. Il mène l'opposition parlementaire face aux gouvernements successifs de Johannes Strijdom, Hendrik Verwoerd et John Vorster. Lors des élections générales sud-africaines de 1958, De Villiers Graaff est battu dans sa circonscription de Hottentots-Holland par Japie de Villiers, le candidat du parti national. Le député élu de Rondebosch, Rupert Pilkington Jordan, démissionne alors de son mandat permettant à Villiers Graaff de remporter le siège le 3 juin 1958, lors d'une élection partielle.
Opposé à la politique d'apartheid, il est néanmoins débordé sur sa gauche par le parti progressiste à partir de 1959. Ce dernier est issu d'une scission des membres les plus libéraux du parti uni, estimant Graaff trop conservateur sur les questions raciales.
En 1977, il mène la transformation d'un Parti Uni à bout de souffle en un parti pour une nouvelle République. Peu de temps après, il se retire de la vie politique.
Son fils, David Graaff, est député du parti national de la circonscription de Wynberg de 1987 à 1989.
L'autoroute M1 bordant la ville de Johannesbourg fut baptisée en son honneur De Villiers Graaff Motorway.